# Wijken en buurten in Haaksbergen
De Nederlandse gemeente Haaksbergen is voor statistische doeleinden onderverdeeld in wijken en buurten. De gemeente is verdeeld in de volgende statistische wijken:
- Wijk 00 Haaksbergen (dorp) (CBS-wijkcode:015800)
- Wijk 01 Haaksbergen (buitengebied) (CBS-wijkcode:015801)
- Wijk 02 Sint Isidorushoeve (CBS-wijkcode:015802)
- Wijk 03 Buurse (CBS-wijkcode:015803)
- Wijk 04 Rietmolen (CBS-wijkcode:015804)
- Wijk 05 Hengevelde (CBS-wijkcode:015805)
- Wijk 06 Beckum (CBS-wijkcode:015806)
- Wijk 09 Haaksbergen-kern (CBS-wijkcode:015809)

Een statistische wijk kan bestaan uit meerdere buurten. Onderstaande tabel geeft de buurtindeling met kentallen volgens het Centraal Bureau voor de Statistiek (2008):
| CBS-buurtcode | Buurtnaam                                           | Inwonertal | Opp. totaal (ha) | Opp. land (ha) | Ligging                |
| ------------- | --------------------------------------------------- | ---------- | ---------------- | -------------- | ---------------------- |
| BU01580001    | Haaksbergen Kern-1                                  | 1980       | 45               | 45             | Locatie in de gemeente |
| BU01580002    | Haaksbergen Kern-2                                  | 740        | 20               | 20             | Locatie in de gemeente |
| BU01580003    | Haaksbergen Kern-3                                  | 1330       | 28               | 28             | Locatie in de gemeente |
| BU01580004    | Haaksbergen Kern-4                                  | 950        | 26               | 26             | Locatie in de gemeente |
| BU01580010    | Veldmaat 1                                          | 1370       | 76               | 76             | Locatie in de gemeente |
| BU01580011    | Veldmaat 2                                          | 450        | 18               | 18             | Locatie in de gemeente |
| BU01580020    | Leemdijk                                            | 310        | 79               | 79             | Locatie in de gemeente |
| BU01580030    | Zienesch                                            | 1950       | 41               | 41             | Locatie in de gemeente |
| BU01580040    | de Pas                                              | 1420       | 37               | 37             | Locatie in de gemeente |
| BU01580041    | de Els                                              | 1560       | 30               | 30             | Locatie in de gemeente |
| BU01580050    | Wolferink 1 en 4                                    | 570        | 15               | 15             | Locatie in de gemeente |
| BU01580051    | Wolferink 2                                         | 630        | 10               | 10             | Locatie in de gemeente |
| BU01580052    | Wolferink 5                                         | 920        | 14               | 14             | Locatie in de gemeente |
| BU01580053    | Wolferink 3                                         | 1270       | 26               | 26             | Locatie in de gemeente |
| BU01580060    | Hassinkbrink                                        | 2320       | 65               | 65             | Locatie in de gemeente |
| BU01580090    | Industriegebied West                                | 150        | 87               | 87             | Locatie in de gemeente |
| BU01580091    | Industriegebied Brammelo                            | 20         | 20               | 20             | Locatie in de gemeente |
| BU01580160    | Verspreide huizen Langelo ten noorden Spoorlijn     | 60         | 116              | 116            | Locatie in de gemeente |
| BU01580170    | Verspreide huizen Langelo (gedeeltelijk) en Honesch | 1020       | 2176             | 2161           | Locatie in de gemeente |
| BU01580180    | Verspreide huizen Veldmaat ten zuiden spoorlijn     | 350        | 773              | 767            | Locatie in de gemeente |
| BU01580190    | Verspreide huizen Veldmaat ten noorden spoorlijn    | 970        | 676              | 676            | Locatie in de gemeente |
| BU01580200    | Sint Isidorushoeve kern                             | 480        | 24               | 24             | Locatie in de gemeente |
| BU01580290    | Verspreide huizen Sint Isidorushoeve                | 690        | 1440             | 1440           | Locatie in de gemeente |
| BU01580300    | Buurse kern                                         | 540        | 42               | 42             | Locatie in de gemeente |
| BU01580390    | Verspreide huizen Buurse                            | 880        | 3198             | 3163           | Locatie in de gemeente |
| BU01580490    | Verspreide huizen Brammelo                          | 260        | 571              | 570            | Locatie in de gemeente |
| BU01580590    | Verspreide huizen Bretelerveld                      | 160        | 472              | 472            | Locatie in de gemeente |
| BU01580690    | Verspreide huizen Stepelo (gedeeltelijk)            | 180        | 394              | 394            | Locatie in de gemeente |
| BU01580900    | Haaksbergen Kern-Centrum                            | 860        | 28               | 28             | Locatie in de gemeente |